# Saturnia lurida
Saturnia lurida är en fjärilsart som beskrevs av Gschwandner. 1923. Saturnia lurida ingår i släktet Saturnia och familjen påfågelsspinnare. Inga underarter finns listade.